# Linia kolejowa nr 854
Linia kolejowa 854 – pierwszorzędna, jednotorowa, zelektryfikowana linia kolejowa, łącząca rejon SPB stacji Szczecin Port Centralny i posterunek odgałęźny Dziewoklicz.
Linia w całości została uwzględniona w kompleksową i bazową towarową sieć transportową TEN-T.